# Accipiter minullus
Lo sparviero minore (Accipiter minullus (Daudin, 1800)) è un uccello rapace della famiglia degli Accipitridi diffuso nelle regioni meridionali, centro-meridionali e orientali dell'Africa.

## Descrizione

### Dimensioni
Misura 20–25 cm di lunghezza, per un peso di 74-85 g nel maschio e di 68-105 g nella femmina; l'apertura alare è di 39–52 cm.

### Aspetto
Questo piccolo rapace  si distingue per il becco molto piccolo e le lunghe zampe ricoperte da calzari come la maggior parte degli sparvieri. I sessi sono identici, ma la femmina è più grande del 12% e più pesante del 17%. I giovani hanno un aspetto diverso dagli adulti: effettuano la muta e iniziano ad acquisire il loro piumaggio definitivo non appena raggiungono l'età di 3 mesi.
Il maschio adulto presenta parti superiori di colore blu-grigiastro scuro, fatta eccezione per una banda bianca che attraversa il groppone e per due evidenti macchie bianche che ornano la coda nera. Quando la coda viene dispiegata, le macchie corrispondenti che macchiano i vessilli interni delle altre rettrici formano un'indistinta barra incompleta. Sulle parti inferiori, la gola e la zona anale sono di colore bianco uniforme, mentre il resto di esse è bianco-grigiastro con una distinta sfumatura rossastra sui fianchi. Il petto, l'addome e le cosce sono ricoperti da numerose barre marroni. La femmina ha aspetto identico, ma appare più grigio-brunastra sopra e più barrata sotto. L'iride è gialla. Nei giovani, le piume delle parti superiori sono marroni con bordi camoscio-rosso. La banda sul groppone è parzialmente nascosta da macchie scure. Le parti inferiori sono bianche o talvolta camoscio-rosso chiare, con motivi a forma di goccia sul petto e sul ventre, nonché larghe barre sui fianchi. Gli adulti hanno l'iride giallo-arancio e cera e zampe gialle. I giovani hanno l'iride grigio-bruna e cera e zampe giallo-verdastre. La sottospecie tropicalis è caratterizzata da un piumaggio più chiaro.

### Voce
Gli sparvieri minori sono generalmente silenziosi, tranne quando si trovano vicino al nido. Producono allora dei kiou kiou kiou o dei kik kik kik in serie di 5 o 6 note, più elevate nei maschi che nelle femmine. Variazioni di questo grido vengono utilizzate come richiamo di contatto, nonché durante le parate o la difesa del nido. Quando porta il cibo alla femmina, il maschio emette un ki-ack ripetuto dolcemente. I richiami di questa specie sono spesso imitati dai dronghi del genere Dicrurus.

## Biologia
Gli sparvieri minori vivono da soli o in coppia. Presso questi uccelli, le parate aeree non sono molto spettacolari, ma, al mattino presto, entrambi i partner emettono continuamente dei gridi durante le sei settimane che precedono la deposizione delle uova. Essi volano con rapidi battiti d'ala, portando ramoscelli che a volte lasciano cadere e non raggiungono mai il nido. Poco prima dell'accoppiamento, il maschio oscilla la testa, gonfia le piume e abbassa le ali rivelando la linea bianca del groppone, per poi sollevare e allargare la coda in modo da far brillare le piccole macchie bianche delle rettrici. Gli sparvieri minori sono per lo più sedentari, ma sono stati osservati casi di nomadismo nelle zone più secche del Kenya durante le piogge.

### Alimentazione
Gli sparvieri minori cacciano principalmente piccoli uccelli: i più grandi tra questi pesano tra i 40 e gli 80 g, dimensioni abbastanza considerevoli per un predatore così minuto. Anche i grossi insetti sono molto apprezzati. Occasionalmente, catturano giovani nidiacei, piccoli mammiferi (compresi i pipistrelli) e lucertole. Nel periodo di poco successivo all'involo, i giovani si concentrano principalmente su cavallette e altri insetti. Gli sparvieri minori cacciano alla posta a partire da un posatoio che è spesso più o meno nascosto nella chioma degli alberi. A volte catturano la preda sul terreno, ma il più delle volte si lanciano in aria per afferrare un uccello o un insetto. Se necessario, fanno prova di grande agilità e sono in grado di inseguire le loro prede anche nel fitto della foresta. Gli sparvieri minori cacciano al mattino presto e piuttosto tardi la sera.

### Riproduzione
La stagione di nidificazione ha luogo da marzo a giugno in Etiopia, da marzo a maggio e da ottobre a gennaio in Kenya, mentre va da agosto a dicembre in Zambia e da settembre a febbraio in Sudafrica. Il nido è costituito da una piccola struttura, a volte piuttosto fragile, costruita con pezzi di legno, che misura 18-30 centimetri di diametro e 10–15 cm di profondità. È ricoperto all'interno con ramoscelli sottili e qualche foglia verde. È situato tra 5 e 25 metri al di sopra del terreno, generalmente su una biforcazione principale appena sotto la volta. Per la sua costruzione può essere scelto qualsiasi albero, a condizione che sia di grandi dimensioni. Tuttavia, in Sudafrica, gli sparvieri minori scelgono spesso degli eucalipti. La covata varia da 1 a 3 uova che vengono covate per 31 o 32 giorni. I giovani sparvieri lasciano il nido nel giro di 25-27 giorni.

## Distribuzione e habitat
Gli sparvieri minori frequentano i margini delle foreste, le aree boschive aperte, le savane alberate, le alte boscaglie spinose e i mosaici di foresta e savana. Si trovano spesso in prossimità dell'acqua, nelle boscaglie basse accompagnate da alberi più grandi che contornano i fiumi. Apprezzano le gole e le valli incassate dove non crescono piante di alto fusto. Occupano persino i giardini e gli alberi dei villaggi. Si sono adattati perfettamente ai boschetti di eucalipto e ad altre piantagioni, prediligendoli per nidificare perfino ad altri habitat. Gli sparvieri minori vivono dal livello del mare fino a 1800 m di altitudine.
Sebbene questa specie possa essere osservata anche in Etiopia, in Somalia, nel Sudan del Sud e in Kenya, lo sparviero risiede principalmente a sud dell'Equatore. Il suo areale ricopre infatti una zona che va dalla Tanzania, dal sud della Repubblica Democratica del Congo e dall'Angola fino alla Namibia, al Botswana e al sud del Mozambico. Da qui prosegue poi lungo la costa orientale del Sudafrica fino al capo di Buona Speranza.

## Tassonomia
Sono ufficialmente riconosciute due sottospecie:
- A. m. tropicalis (Reichenow, 1898), diffusa dalla Somalia meridionale e dalle regioni costiere del Kenya fino al Mozambico orientale;
- A. m. minullus (Daudin, 1800), diffusa dall'estremità orientale del Sudan, dall'Eritrea e dalla Somalia fino all'Angola, alla Namibia settentrionale, al Botswana settentrionale, alle regioni orientali e meridionali del Sudafrica e al Mozambico sud-occidentale, non spingendosi mai lungo la costa orientale del continente.

## Conservazione
In Africa orientale, la densità viene stimata in 1 coppia ogni 58-135 chilometri quadrati. Nel Transvaal, la popolazione è valutata a più di 1000 coppie. Stando così le cose, la popolazione complessiva dovrebbe essere superiore ai 50.000 individui. Questa specie è molto adattabile e non rischia di scomparire, a patto che riesca a trovare alcuni brandelli di foresta..